# امانکند (امنی-کند)
امانکند (امنی-کند) (به لاتین: Amankənd (Ameni-Kend)) یک منطقهٔ مسکونی در جمهوری آذربایجان است که در شهرستان بیله‌سوار (جمهوری آذربایجان) واقع شده‌است.